# Leptoceridae
Famille
Les  Leptoceridae (leptoceridés en français) forment une famille d'insectes de l'ordre des trichoptères. Elle compte en Europe six genres :
- Triaenodes
- Oecetis
- Arthripsodes, avec notamment :
  - Arthripsodes dissimilis
  - Arthripsodes aterrimus
  - Arthripsodes cinereus
  - Arthripsodes nigronervosus
- Mystacides, dont :
  - Mystacides azurea
- Adicella, avec :
  - Adicella filicornis
  - Adicella reducta
- Setodes